# لی لینگ (پرتاب‌گر وزنه)
لی لینگ (انگلیسی: Li Ling؛ زادهٔ ۷ فوریهٔ ۱۹۸۵) پرتاب‌گر وزنه  زن اهل چین است.